# 神柱宮
神柱宮（かんばしらぐう）は、宮崎県都城市にある神社である。旧社格は県社で、現在は神社本庁の別表神社。神柱神社（かんばしらじんじゃ）ともいう。通称お神柱。
境内末社として、神門神社（みかどじんじゃ）と基柱神社（もとばしらじんじゃ）の2社を擁する。

## 祭神
天照皇大神と豊受姫大神を主祭神とし、左座（向かって右側）の天津彦火瓊々杵命と天手力雄命、右座（同左側）の天津児屋根命（あまつこやねのみこと）、万旗秋津姫命（よろづはたあきつひめのみこと）、天太玉命と、5柱の神を相殿に祀る。また、境内末社の神門神社は櫛磐窓神と豊磐窓神を、基柱神社は菅原道真と平季基を祀る。

## 歴史
島津荘の開拓のために大宰府より移住した平季基が、万寿3年（1026年）、天照皇大神の「速に斯地に社を建て祭り、神社の名を神柱と称すべし」という神託を受けて伊勢神宮より梅北村益貫に勧請したのに始まると伝えられる。以来、「島津荘総鎮守」として崇敬された。
明治6年（1873年）5月に県社に列し、同年10月28日現在地に遷座した。
今の願蔵寺（前田町）から現在地の神柱宮までの間はたくさんの小松が生えている野原だったので、小松原とも松原とも呼ばれたが、松原御茶屋と言われた都城島津家の別荘があった。遷座にあたり松原御茶屋周辺は神柱公園として整備された。旧鎮座地は市内梅北町益貫で、その跡には黒尾神社が遷座している。
戦後は神社本庁に参加し、昭和51年（1976年）7月1日にはその別表神社とされた。